# برهان غليون
برهان غليون (ولد في 13 أيار/مايو 1945)، هو مفكر فرنسي سوري  وأستاذ علم الاجتماع السياسي ومدير مركز دراسات الشرق المعاصر في جامعة السوربون بالعاصمة الفرنسية باريس ورئيس المجلس الوطني السوري السابق. خريج جامعة دمشق بالفلسفة وعلم الاجتماع، دكتور دولة في العلوم الاجتماعية والإنسانية من جامعة السوربون، ولد في مدينة حمص لأسرة عربية ، كان يعمل في مجال التدريس قبل أن يهاجر في عام 1969 إلى فرنسا وعاش هناك منذ ذاك الوقت. توجهاته الفكرية قومية عربية تدعو إلى الديمقراطية واحترام حقوق الإنسان وبناء دولة المواطنة العصرية. يعتبر برهان غليون من أبرز المعارضين لنظام الرئيس المخلوع بشار الأسد.
في يوم الإثنين الموافق 29 من آب/أغسطس لعام 2011، تم تعيين الدكتور برهان غليون رئيساً للمجلس الوطني السوري الذي تشكل وتأسس في العاصمة التركية أنقرة ، بينما ذكر آخرون [من؟] بأنه لم يتم انتخاب أي هيئة وإن مثل هذه الاقتراحات ما زالت في طور النقاش.
في يوم الأحد 2 تشرين الأول/أكتوبر 2011، تم الإعلان عن تشكيل المجلس الوطني السوري، وقد ذكر غليون أنه سيتم انتخابه رئيساً بالتزكية في اجتماع المجلس في القاهرة يوم السبت 8 تشرين الأول/أكتوبر 2011.
استقال من منصبه في 24 مايو 2012 وخلفه عبد الباسط سيدا.

## بعض مؤلفاته
- عطب الذات
- المسألة الطائفية ومشكلة الأقليات.
- ثقافة العولمة وعولمة الثقافة (سلسلة حوارات لقرن جديد)
- العرب وعالم ما بعد 11 أيلول.
- النظام السياسي في الإسلام (سلسلة حوارات لقرن جديد)
- بيان من أجل الديمقراطية
- اغتيال العقل
- مجتمع النخبة.
- المأساة العربية: الدولة ضد الأمة
- نقد السياسة: الدولة والدين
- نظام الطائفية من الدولة إلى القبيلة

## وصلات خارجية
- برهان غليون على موقع أرشيف الشارخ.
- مدونة برهان غليون
- روافد: مقابلة توثيقية مع برهان غليون على قناة العربية
- نبذة عن برهان غليون الجزيرة نت، 18 سبتمبر 2011